# Alegeri locale în Chișinău, 2015
Alegerile locale din Chișinău din 2015, parte a alegerilor locale generale din 2015 din Republica Moldova, s-au desfășurat în două tururi; primul tur a avut loc pe 14 iunie, iar al doilea tur pe 28 iunie (2015).
La alegerile din 14 iunie 2015, în municipiul Chișinău au participat la vot 47,4% din alegători. Candidatul Partidului Liberal, Dorin Chirtoacă, a obținut 37,57 % din voturi, iar candidata din partea Partidului Socialiștilor,  Zinaida Greceanîi, a acumulat 35,69 %, urmând ca cei doi contracandidați să se întâlnească în turul doi de scrutin care va avea loc pe 28 iunie 2015.

## Reguli electorale
Pentru a se înscrie în cursă, candidații la funcția de primar al Chișinăului trebuie să colecteze nu mai puțin de 10.000 de semnături. Campania electorală a durat două luni înainte de primul tur de scrutin, și a reînceput peste două zile după acesta, în ziua de marți, 16 iunie - pentru turul doi de scrutin. În al doilea tur de scrutin rata de participare nu mai contează și indiferent câți alegători se prezintă la urne scrutinul este valabil. Dacă ambii candidați obțin un număr egal de voturi, atunci turul trei nu va exista, iar primarul va fi ales prin tragere la sorți.

## Candidați

### Primar
| #   | Candidat              | Partid                                                                     |
| --- | --------------------- | -------------------------------------------------------------------------- |
| 1.  | Vasili Chirtoca       | Partidul Comuniștilor din Republica Moldova                                |
| 2.  | Zinaida Greceanîi     | Partidul Socialiștilor din Republica Moldova                               |
| 3.  | Ilian Cașu            | Partidul Nostru                                                            |
| 4.  | Oazu Nantoi           | Blocul electoral „Platforma Populară Europeană din Moldova — Iurie Leancă” |
| 5.  | Timotei Țurcanu       | Partidul Național Liberal                                                  |
| 6.  | Serafim Urechean      | Partidul Liberal Democrat din Moldova                                      |
| 7.  | Mihail Cîrlig         | Partidul Popular din Republica Moldova                                     |
| 8.  | Valerii Klimenco      | Mișcarea social-politică Ravnopravie                                       |
| 9.  | Elizaveta Moscaliciuc | Partidul „Renaștere”                                                       |
| 10. | Grigore Petrenco      | Partidul „Casa Noastră — Moldova”                                          |
| 11. | Anatolie Prohnițchi   | Partidul Verde Ecologist                                                   |
| 12. | Marcel Darie          | Partidul Legii și Dreptății                                                |
| 13. | Tatiana Tomacu        | Partidul „Patrioții Moldovei”                                              |
| 14. | Oleg Brega            | Partidul „Democrația Acasă”                                                |
| 15. | Monica Babuc          | Partidul Democrat din Moldova                                              |
| 16. | Igor Căldare          | Blocul electoral „Lista Poporului”                                         |
| 17. | Dorin Chirtoacă       | Partidul Liberal                                                           |

- Notă: Listă conform ordinii în care s-au înscris candidații[7]

### Consiliul Municipal Chișinău
Lista candidaților la funcția de Consilier municipal Chișinău:
| Ordinea | Cod   | Denumire                                                                   |
| 1       | PCRM  | Partidul Comuniștilor din Republica Moldova                                |
| 2       | PL    | Partidul Liberal                                                           |
| 3       | PNL   | Partidul Național Liberal                                                  |
| 4       | PSRM  | Partidul Socialiștilor din Republica Moldova                               |
| 5       | PLDM  | Partidul Liberal Democrat din Moldova                                      |
| 6       | iBS   | Serghei Barcari (candidat independent)                                     |
| 7       | PR    | Partidul „RENAȘTERE”                                                       |
| 8       | iCO   | Oleg Cernei (candidat independent)                                         |
| 9       | iGA   | Andrei Guțu (candidat independent)                                         |
| 10      | PPPVE | Partidul Verde Ecologist                                                   |
| 11      | BPPE  | Blocul electoral „Platforma Populară Europeană din Moldova - Iurie Leancă” |
| 12      | PPPN  | Partidul Nostru                                                            |
| 13      | iIV   | Vladimir Ianiev (candidat independent)                                     |
| 14      | iSM   | Mircea Suruceanu (candidat independent)                                    |
| 15      | iFA   | Angela Florea (candidat independent)                                       |
| 16      | iBE   | Eugeniu Brad (candidat independent)                                        |
| 17      | PCNM  | Partidul „Casa Noastră – Moldova”                                          |
| 18      | PPPM  | Partidul „Patrioții Moldovei”                                              |
| 19      | PPDA  | Partidul „Democrația Acasă”                                                |
| 20      | MPA   | Mișcarea Populară Antimafie                                                |
| 21      | iDI   | Ion Dron (candidat independent)                                            |
| 22      | MSPR  | Mișcarea social-politică republicană „Ravnopravie”                         |
| 23      | iDS   | Serghei Dubalari (candidat independent)                                    |
| 24      | iLM   | Maia Laguta (candidat independent)                                         |
| 25      | iCA   | Alexandru Cupcea (candidat independent)                                    |
| 26      | iOJ   | John Onoje (candidat independent)                                          |
| 27      | PPRM  | Partidul Popular din Republica Moldova                                     |
| 28      | iAG   | Gheorghi Aricov (candidat independent)                                     |
| 29      | PDM   | Partidul Democrat din Moldova                                              |
| 30      | iCM   | Marin Chersac (candidat independent)                                       |
| 31      | iMD   | David Marținiuc (candidat independent)                                     |
| 32      | iIV   | Vasile Iaroțchi (candidat independent)                                     |
| 33      | BLP   | Blocul electoral „LISTA POPORULUI”                                         |
| 34      | iGG   | Gheorghe Gaibu (candidat independent)                                      |
| 35      | iMV   | Valeriu Macarevici (candidat independent)                                  |
| 36      | iSM   | Mihai Severovan (candidat independent)                                     |
| 37      | PLD   | Partidul Legii și Dreptății                                                |

## Sondaje
Rezultatele sondajelor pentru funcția de primar al Chișinăului:
Turul I
| ianuarie 2015      | CBS-AXA | 30,0% | —     | —    | 2,0% | —    | —    | —    | —    |
| aprilie 2015       | ASDM    | 28,9% | 8,7%  | —    | 6,5% | —    | —    | 9,6% | 2,1% |
| începutul mai 2015 | ASDM    | 31,0% | 26,7% | 6,1% | 9,6% | 2,2% | 5,2% | 3,4% | 4,9% |
| 10 — 16 mai 2015   | ASDM    | 20,7% | 17,8% | 4,1% | 6,4% | 1,5% | 3,5% | 2,4% | 3,3% |
| 6 — 18 mai 2015    | CBS-AXA | 33,7% | 24,5% | 5,1% | 3,5% | 3,5% | 3,0% | 2,3% | 1,0% |
| 20 — 30 mai 2015   | ASDM    | 24,3% | 26,4% | 5,6% | 4,1% | 3,8% | 3,6% | 3,1% | 1,9% |

Turul II
| iunie 2015 | ASDM | 49,0% | 51,0% |

Rezultatele sondajelor pentru Consiliul Municipal Chișinău:
| Data             | Sondaj  | Partid | Partid | Partid | Partid | Partid | Partid | Partid |
| Data             | Sondaj  | PL     | PSRM   | PPEM   | PN     | PCRM   | PLDM   | PDM    |
| ---------------- | ------- | ------ | ------ | ------ | ------ | ------ | ------ | ------ |
| ianuarie 2015    | CBS-AXA | 33,0%  | 16,0%  | —      | 6,3%   | 3,2%   | 5,6%   | 5,0%   |
| aprilie 2015     | ASDM    | 20,7%  | 25,0%  | 9,4%   | —      | 10,9%  | 15,0%  | 8,8%   |
| 10 — 16 mai 2015 | ASDM    | 18,4%  | 24,6%  | 6,7%   | 5,5%   | 7,9%   | 8,1%   | 6,3%   |
| 6 — 18 mai 2015  | CBS-AXA | 25,4%  | 21,2%  | 7,2%   | 5,6%   | 3,4%   | 2,8%   | 1,6%   |
| 20 — 30 mai 2015 | ASDM    | 18,4%  | 28,6%  | 9,8%   | 7,1%   | 5,2%   | 5,3%   | 4,1%   |

## Rezultate

### Primar

#### Turul I
| Numărul de alegători incluși în listele electorale   | 622.190 |
| Numărul de alegători incluși în listele suplimentare | 9.237   |
| Numărul de alegători care au primit buletine de vot  | 300.618 |
| Numărul de alegători care au participat la votare    | 300.587 |
| Numărul buletinelor de vot declarate nevalabile      | 10.515  |
| Numărul total de voturi valabil exprimate            | 290.072 |
| Rata de participare la vot                           | 47,61%  |

|  | Candidat              | Partid                                                                     | Voturi  | %     |
|  | --------------------- | -------------------------------------------------------------------------- | ------- | ----- |
|  | Dorin Chirtoacă       | Partidul Liberal                                                           | 111.075 | 37,52 |
|  | Zinaida Greceanîi     | Partidul Socialiștilor din Republica Moldova                               | 105.644 | 35,68 |
|  | Oazu Nantoi           | Blocul electoral „Platforma Populară Europeană din Moldova — Iurie Leancă” | 30.126  | 10,18 |
|  | Ilian Cașu            | Partidul Nostru                                                            | 14.424  | 4,87  |
|  | Vasili Chirtoca       | Partidul Comuniștilor din Republica Moldova                                | 11.964  | 4,04  |
|  | Serafim Urechean      | Partidul Liberal Democrat din Moldova                                      | 8.806   | 2,97  |
|  | Monica Babuc          | Partidul Democrat din Moldova                                              | 6.417   | 2,17  |
|  | Oleg Brega            | Partidul „Democrația Acasă”                                                | 4.066   | 1,37  |
|  | Timotei Țurcanu       | Partidul Național Liberal                                                  | 633     | 0,21  |
|  | Mihail Cîrlig         | Partidul Popular din Republica Moldova                                     | 574     | 0,19  |
|  | Igor Căldare          | Blocul electoral „Lista Poporului”                                         | 565     | 0,19  |
|  | Grigore Petrenco      | Partidul „Casa Noastră — Moldova”                                          | 388     | 0.11  |
|  | Marcel Darie          | Partidul Legii și Dreptății                                                | 281     | 0,09  |
|  | Valerii Klimenco      | Mișcarea social-politică Ravnopravie                                       | 265     | 0,09  |
|  | Anatolie Prohnițchi   | Partidul Verde Ecologist                                                   | 261     | 0,09  |
|  | Tatiana Tomacu        | Partidul „Patrioții Moldovei”                                              | 212     | 0,07  |
|  | Elizaveta Moscaliciuc | Partidul „Renaștere”                                                       | 145     | 0,15  |
|  | Total                 | (rata de participare – 47,61%)                                             | 300.587 | 100   |
|  |                       | Voturi valide                                                              | 290.072 |       |
|  |                       | Voturi invalide                                                            | 10.515  |       |

#### Turul II
| #  | Candidat          | Partid                                       | Voturi  | %     |
| -- | ----------------- | -------------------------------------------- | ------- | ----- |
| 1. | Dorin Chirtoacă   | Partidul Liberal                             | 163.570 | 53,54 |
| 2. | Zinaida Greceanîi | Partidul Socialiștilor din Republica Moldova | 141.929 | 46,46 |
| #  | Total             | (rata de participare – 48,67%)               | 307.735 | 100   |
|    |                   | Voturi valide                                | 305499  | 99,27 |
|    |                   | Voturi invalide                              | 2953    |       |

### Consiliul municipal
| Concurenți electorali | Concurenți electorali                                                      | Voturi | %      | Mandate |
| --------------------- | -------------------------------------------------------------------------- | ------ | ------ | ------- |
|                       | Partidul Socialiștilor din Republica Moldova                               | 91.983 | 31,71% | 19      |
|                       | Partidul Liberal                                                           | 85.693 | 29,54% | 17      |
|                       | Blocul electoral „Platforma Populară Europeană din Moldova — Iurie Leancă” | 33.511 | 11,55% | 6       |
|                       | Partidul Nostru                                                            | 18.357 | 6,33%  | 3       |
|                       | Partidul Comuniștilor din Republica Moldova                                | 14.901 | 5,14%  | 3       |
|                       | Partidul Liberal Democrat din Moldova                                      | 10.487 | 3,62%  | 2       |
|                       | Partidul Democrat din Moldova                                              | 7.941  | 2,74%  | 1       |
|                       | Partidul „Democrația Acasă”                                                | 3.630  | 1,25%  | 0       |
|                       | Mișcarea Populară Antimafie                                                | 2.990  | 1,03%  | 0       |
|                       | Oleg Cernei (candidat independent)                                         | 2.490  | 0,86%  | 0       |
|                       | Ion Dron (candidat independent)                                            | 2.450  | 0,84%  | 0       |
|                       | Mihai Severovan (candidat independent)                                     | 2.353  | 0,81%  | 0       |
|                       | Partidul Național Liberal                                                  | 2.344  | 0,81%  | 0       |
|                       | Maia Laguta (candidat independent)                                         | 1.088  | 0,38%  | 0       |
|                       | Partidul Legii și Dreptății                                                | 1.023  | 0,35%  | 0       |
|                       | Serghei Barcari (candidat independent)                                     | 922    | 0,32%  | 0       |
|                       | Partidul Popular din Republica Moldova                                     | 809    | 0,28%  | 0       |
|                       | Vladimir Ianiev (candidat independent)                                     | 741    | 0,26%  | 0       |
|                       | Partidul „Casa Noastră — Moldova”                                          | 716    | 0,25%  | 0       |
|                       | Partidul Verde Ecologist                                                   | 605    | 0,21%  | 0       |
|                       | Blocul electoral „Lista Poporului”                                         | 557    | 0,19%  | 0       |
|                       | John Onoje (candidat independent)                                          | 487    | 0,17%  | 0       |
|                       | Mișcarea „Ravnopravie”                                                     | 439    | 0,15%  | 0       |
|                       | Serghei Dubalari (candidat independent)                                    | 420    | 0,14%  | 0       |
|                       | Partidul „Patrioții Moldovei”                                              | 388    | 0,13%  | 0       |
|                       | Andrei Guțu (candidat independent)                                         | 371    | 0,13%  | 0       |
|                       | Partidul „Renaștere”                                                       | 369    | 0,13%  | 0       |
|                       | Vasile Iaroțchi (candidat independent)                                     | 336    | 0,12%  | 0       |
|                       | David Marținiuc (candidat independent)                                     | 295    | 0,10%  | 0       |
|                       | Valeriu Macarevici (candidat independent)                                  | 291    | 0,10%  | 0       |
|                       | Angela Florea (candidat independent)                                       | 204    | 0,07%  | 0       |
|                       | Marin Chersac (candidat independent)                                       | 182    | 0,06%  | 0       |
|                       | Mircea Suruceanu (candidat independent)                                    | 172    | 0,06%  | 0       |
|                       | Eugeniu Brad (candidat independent)                                        | 153    | 0,05%  | 0       |
|                       | Gheorghi Aricov (candidat independent)                                     | 146    | 0,05%  | 0       |
|                       | Gheorghe Gaibu (candidat independent)                                      | 126    | 0,04%  | 0       |
|                       | Alexandru Cupcea (candidat independent)                                    | 102    | 0,04%  | 0       |
|                       | Cristina Raducan (candidat independent)                                    | 0      | 0,00%  | 0       |